# Blatnice pod Svatým Antonínkem
Blatnice pod Svatým Antonínkem là một làng thuộc huyện Hodonín, vùng Jihomoravský, Cộng hòa Séc.